# Болтон Вондерерз
Бо́лтон Во́ндерерз (англ. Bolton Wanderers Football Club) — професіональний англійський футбольний клуб з міста Болтон. Заснований парафіянами церковної школи в 1874 році як «Крайст Черч».
Клуб є одним із засновників Футбольної Ліги. Найуспішнішим періодом для клубу є 1920-ті роки, коли «Вондерерз» виграли три Кубки Англії. Свій четвертий кубок «рисаки» здобули в 1958 році перемогою на «Вемблі» над «Манчестер Юнайтед». Автором переможних голів став англійський нападник, найкращий гравець «Болтона» всіх часів Нет Лофтгаус. У 1987 році клуб вибув до Четвертого дивізіону, але через вісім років команда знову повернулася до еліти завдяки перемозі у плей-оф над «Редінгом». Однак за підсумками сезону 1995—96 команда знов потрапила до Чемпіоншипу. Наступного сезону клуб встановив рекорд у власній історії: 98 очок та 100 забитих голів за сезон. До цієї події було присвячено переїзд команди на «Рібок» зі старого стадіону «Бьорнден Парк», на якому «Вондерез» провели 102 роки.
Найбільших успіхів з командою досяг Сем Еллардайс. Він зробив з аутсайдера міцного середняка Прем'єр-ліги. У 2004 році «Болтон» фінішував 8-м, що було найкращим результатом за останні 40 років. Команда кваліфікувалася до Кубка УЄФА у 2006 році, де дійшла до 1/32, але програла марсельському «Олімпіку» 1:2. За підсумками сезону 2006—07 команда зайняла 7-ме місце і ще раз потрапила до Кубка УЄФА, де трохи покращила свій результат (поразка у 1/16 від лісабонського «Спортінга» 1:2 за сумою двох матчів).

## Склад команди
Станом на 1 лютого 2010
| №  | Поз. | Нац.              | Гравець                              |
| -- | ---- | ----------------- | ------------------------------------ |
| 1  | ВР   | Угорщина          | Адам Богдан                          |
| 3  | ЗХ   | Тринідад і Тобаго | Джеймс Ллойд Семюел                  |
| 4  | ЗХ   | Англія            | Пол Робінсон (орендований у «ВБА»)   |
| 5  | ЗХ   | Англія            | Гарі Кейхілл                         |
| 6  | ПЗ   | Англія            | Фабріс Муамба                        |
| 7  | ПЗ   | Англія            | Метью Тейлор                         |
| 8  | ПЗ   | Ірландія          | Джоуі О'Брайен                       |
| 9  | НП   | Швеція            | Юган Ельмандер                       |
| 10 | ПЗ   | Нідерланди        | Мустафа Ріга                         |
| 11 | ПЗ   | Ямайка            | Рікардо Ґарднер                      |
| 12 | ЗХ   | Англія            | Зет Найт                             |
| 14 | НП   | Англія            | Кевін Девіс (капітан)                |
| 15 | ЗХ   | Ісландія          | Ґретар Стейнссон                     |
| 16 | ПЗ   | Англія            | Марк Девіс                           |
| 17 | НП   | Хорватія          | Іван Класніч (орендований у «Нанта») |

| №  | Поз. | Нац.           | Гравець          |
| -- | ---- | -------------- | ---------------- |
| 18 | ЗХ   | Уельс          | Сем Ріккеттс     |
| 19 | ПЗ   | Англія         | Ґевін Маккен     |
| 20 | НП   | Португалія     | Рікардо Ваш Те   |
| 21 | ПЗ   | Ізраїль        | Тамір Коен       |
| 22 | ВР   | Фінляндія      | Юссі Яаскелайнен |
| 23 | ПЗ   | Англія         | Шон Девіс        |
| 24 | ЗХ   | Нігерія        | Денні Шитту      |
| 25 | ПЗ   | США            | Стюарт Голден    |
| 26 | ВР   | Оман           | Алі Аль-Хабсі    |
| 27 | ПЗ   | Південна Корея | Лі Чун Юн        |
| 30 | ЗХ   | Англія         | Кріс Башем       |
| 31 | ЗХ   | Ірландія       | Енді О'Брайен    |
| 32 | ПЗ   | Англія         | Джек Вішер       |
| 35 | НП   | Англія         | Темітопе Обадеі  |
| 40 | ПЗ   | Словаччина     | Владімір Вайсс   |

## Титули та досягнення
- Другий дивізіон/Чемпіонат Футбольної Ліги (другий рівень):
  - Переможець (3): 1908—09, 1977—78, 1996—97
  - Друге місце (4): 1899–1900, 1904—05, 1910—11, 1934—35
  - Переможець плей-оф (2):1995, 2001

- Третій дивізіон/Друга футбольна ліга (третій рівень):
  - Переможці (1): 1972—73
  - Друге місце (1): 1992—93
  - Переможець плей-оф (1): 1991

- Кубок Англії:
  - Переможець (4): 1922—1923, 1925—1926, 1928—1929, 1957—1958
  - Фіналіст (3): 1893—1894, 1903—1904, 1952—1953

- Кубок Футбольної Ліги:
  - Фіналіст (2): 1994—1995, 2003—2004

- Суперкубок Англії:
  - Переможець (1): 1958

- Трофей Футбольної Ліги:
  - Переможець (1): 1989
  - Фіналіст (1): 1986

## Виступи в єврокубках
| Болтон в Європі | Болтон в Європі | Болтон в Європі       | Болтон в Європі    | Болтон в Європі   | Болтон в Європі | Болтон в Європі | Болтон в Європі | Болтон в Європі |
| Сезон           | Змагання        | Раунд                 | Країна             | Клуб              | Вдома           | На виїзді       | В сукупності    |                 |
| --------------- | --------------- | --------------------- | ------------------ | ----------------- | --------------- | --------------- | --------------- | --------------- |
| 2005–06         | Кубок УЄФА      | 1Р                    | Болгарія           | Локомотив Пловдив | 2–1             | 2–1             | 4–2             |                 |
| Група H         | Іспанія         | Севілья               | 1–1                | Н/Д               | 3-є місце       |                 |                 |                 |
| Група H         | Росія           | Зеніт Санкт-Петербург | 1–0                | Н/Д               |                 |                 |                 |                 |
| Група H         | Туреччина       | Бешикташ              | Н/Д                | 1–1               |                 |                 |                 |                 |
| Група H         | Португалія      | Віторія Гімарайнш     | Н/Д                | 1–1               |                 |                 |                 |                 |
| 1/16 фіналу     | Франція         | Марсель               | 0–0                | 1–2               | 1–2             |                 |                 |                 |
| 2007–08         | Кубок УЄФА      | 1Р                    | Північна Македонія | Работнічкі        | 1–0             | 1–1             | 2–1             |                 |
| Група F         | Німеччина       | Баварія               | Н/Д                | 2–2               | 3rd             |                 |                 |                 |
| Група F         | Португалія      | Брага                 | 1–1                | Н/Д               |                 |                 |                 |                 |
| Група F         | Греція          | Аріс Салоніки         | 1–1                | Н/Д               |                 |                 |                 |                 |
| Група F         | Сербія          | Црвена Звезда         | Н/Д                | 1–0               |                 |                 |                 |                 |
| 1/16 фіналу     | Іспанія         | Атлетіко Мадрид       | 1–0                | 0–0               | 1–0             |                 |                 |                 |
| 1/8 фіналу      | Португалія      | Спортінг Лісабон      | 1–1                | 0–1               | 1–2             |                 |                 |                 |